# British Racing Partnership
A British Racing Partnership egy brit Formula–1-es csapat volt.  

## A csapat története
1957-ben alapította Alfred Moss és Ken Gregory, azzal a céllal, hogy autót biztosítson az alapító fiának, Stirling Mossnak, amikor a versenyző nem áll kapcsolatban más vállalatokkal. Emellett azonban a fiatal és tehetség brit autóversenyzőket segítették a motorsportban való későbbi előrelépésben. A csapat leszerződtette Tommy Bridgert és Stuart Lewis-Evanst, akik egy Formula–2-es Cooper-Climax autóval különböző Formula–2-es és Formula–1-es versenyen vettek részt, és Lewis-Ewans néhány biztató eredménnyel is szolgált a csapat számára, beleértve egy BRSCC-n aratott Formula–2-es győzelmet Long Beachben.
1959-ben a BRP vett néhány Cooper-Borgwards autót, amelyeket Ivor Bueb, George Wicken valamint Chris Bristow vezetett, és egy Formula–1-es BRM-et Moss számára, melyet az Avuson, az 1959-es német nagydíjon Hans Herrmann összetört.